# Valérie Vermeersch
Valérie Vermeersch (Gent, 18 september 1985) is een Belgisch arts en voormalig hockeyster. 

## Levensloop
Vermeersch verdedigde vanaf haar 14e de kleuren van La Gantoise HC. Met deze club evolueerde ze van derde divisie naar ereafdeling. In 2006 behaalde ze met Gantoise de landstitel en ook werd ze met de club viermaal zaalkampioen (2004, 2009, 2010 en 2011). Tevens ontving ze tweemaal de Gouden Stick (2004 en 2009). In 2017 zette ze een punt achter haar spelerscarrière.
Daarnaast maakte ze deel uit van het Belgisch hockeyteam. Met de Red Panthers nam ze onder meer deel aan het Europees kampioenschap van 2011 en de Champions Challenge van 2009. Ook was ze reserve va, de Belgische selectie voor de Olympische Zomerspelen van 2012 te Londen. Na de Olympische Spelen nam ze afscheid van de nationale equipe, ze verzamelde 146 caps.
Van opleiding is Vermeersch arts. Ze is gespecialiseerd in 'fysische geneeskunde en revalidatie (FG&R) en locomotorische echografie. Ze was onder meer actief als sportarts (ad interim) bij Cercle Brugge en het Belgisch futsalteam, alsook sportarts op de Olympische Jeugdzomerspelen 2014 te Nanjing.